# Facundo de Hermiane
Facundo de Hermiane (também chamado por Facundo de Hermiana) foi um autor e bispo de Hermiane. Tornou-se famoso por sua oposição evidente a condenação devido a édito de Justiniano de 533/544 dos Três Capítulos (certos escritos de Teodoro de Mopsuéstia, Teodoreto e Ibas de Edessa). Com o intuito de reunir à Igreja a seita monofisista Acephali e seguindo o exemplo de Teodoro Ascidas, Justiniano censurou os "Três Capítulos". Presente em Constantinopla no período da condenação, Facundo e outros bispos ocidentais recusaram-se a assinar o decreto, uma vez que consideravam uma ataque ao Concílio de Calcedónia que tinha aceito, ao menos, a carta do bispo Ibas de Edessa ao persa Maris.
Facundo elaborou um memorial em protesto (Pro Defensione Trium Capitulorum) mas foi impedido de apresentá-lo, pois o papa Vigílio estava na cidade. Não se sabe quando a obra foi concluída nem quando ela foi apresentada ao imperador, porém, sabe-se que esta obra provocou a expulsão de Facundo da Constantinopla. Devido ao apoio de Vigílio ao imperador quanto aos Três Capítulos, Facundo e muitos bispos africanos distanciaram-se da comunhão com o papa. Tal cisma perdurou anos e neste período Facundo produziu duas obras (Liber contra Mocianum Scholasticum e Epistola Fidei Catholicae in defensione trium capitulorum) onde escreve em resposta as acusações de insubordinação.